# Anthurium sellowianum
Anthurium sellowianum là một loài thực vật có hoa trong họ Ráy (Araceae). Loài này được Kunth miêu tả khoa học đầu tiên năm 1841.